# 澳門巴士E01路線
澳門巴士E01路線是已取消的路線，由澳巴經營，往返湖畔大廈和蓮花圓形地的試驗巴士路線。

## 簡介及歷史
- 2013年7月5日，本線投入服務，由澳門公共汽車有限公司經營。[1]
- 2013年7月24日，本線新增17:40之班次。[2]
- 2013年9月9日，本線新增18:20之班次。[3]
- 2013年9月13日，本線新增19:00之班次。[3]
- 2013年9月26日，本線試行結束。

## 本線特色
- 本線是澳門首條電動巴士路線。

## 路線資料

### 收費
- 免費服務

### 服務時間及班距
| 服務時間 | 星期一至六  | 星期日 （含公眾假期） |
| -------- | ----------- | --------------------- |
| 湖畔大廈 | 06:30-19:00 | 06:30-19:00           |
| 班距     | 40分鐘      | 40分鐘                |

### 出車時間
| 06:30 | 07:10 | 07:50 | 08:30 |
| 09:10 | 09:50 | 10:30 | 11:10 |
| 12:20 | 13:00 | 13:40 | 14:20 |
| 15:00 | 15:40 | 16:20 | 17:00 |
| 17:40 | 18:20 | 19:00 |       |

### 路線停站
| E01  | 湖畔大廈 ↺ 蓮花圓形地    |
| 編號 | 循環線                   |
| 1    | 湖畔大廈                 |
| 2    | 澳門運動場               |
| 3    | 奧林匹克游泳館           |
| 4    | 望德聖母灣馬路／紅樹林   |
| 5    | 連貫公路／新濠天地       |
| 6    | 連貫公路／金沙城中心     |
| 7    | 蓮花圓形地-2             |
| 8    | 連貫公路／威尼斯人       |
| 9    | 望德聖母灣馬路／連貫公路 |
| 10   | 奧林匹克游泳館圓形地     |
| 11   | 華寶花園                 |
| 12   | 湖畔大廈                 |

## 客量
2013年7月5日至9月26日期間共有17816人次乘搭，即每班約12人乘搭，平均載客率為33%。

## 外部連結
- （繁體中文）公共巴士資訊站 （页面存档备份，存于）